# Bernierente

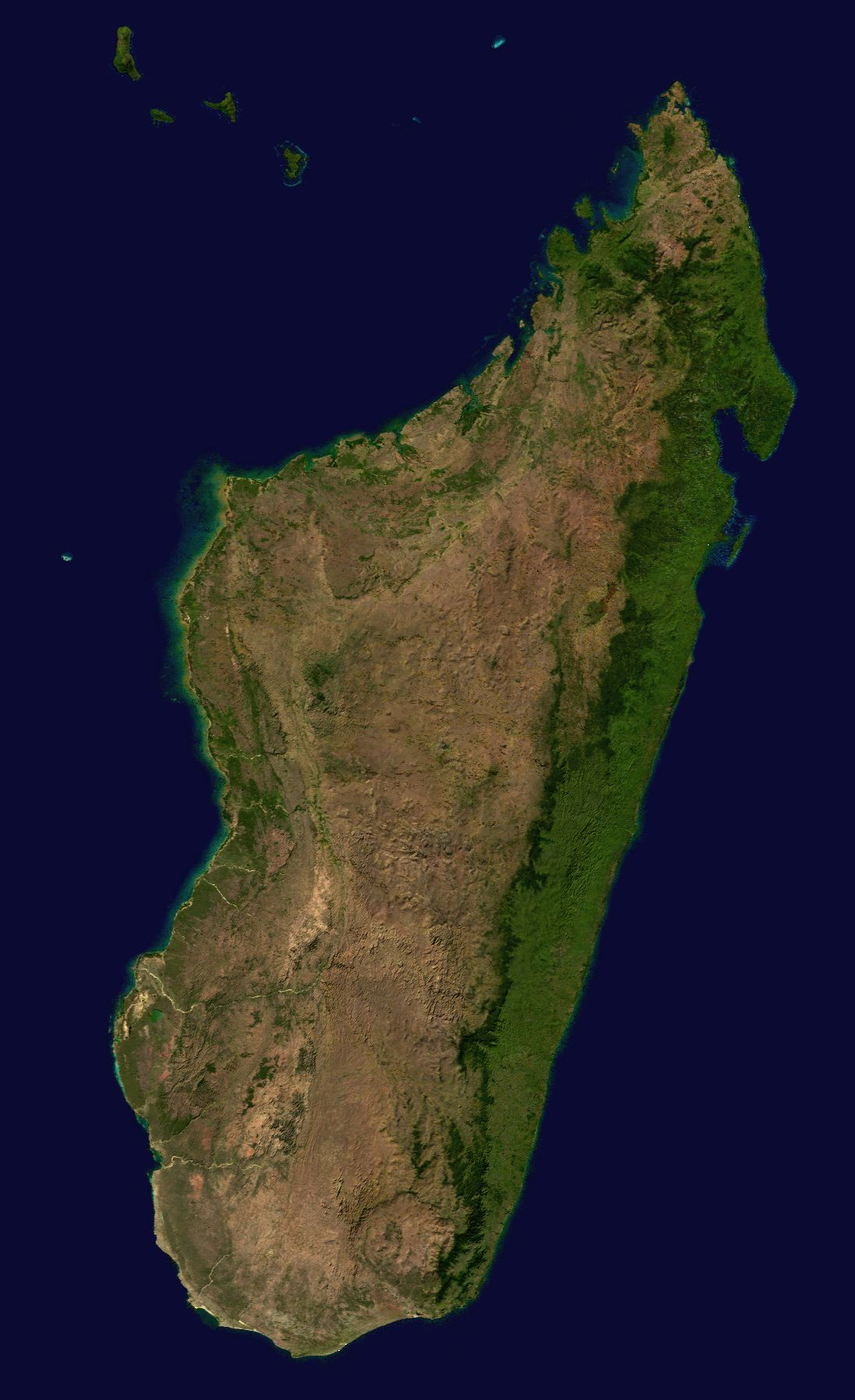
Satellitenfoto Madagaskars - Bernierenten leben heute nur noch an einem See an der Westküste Madagaskars.

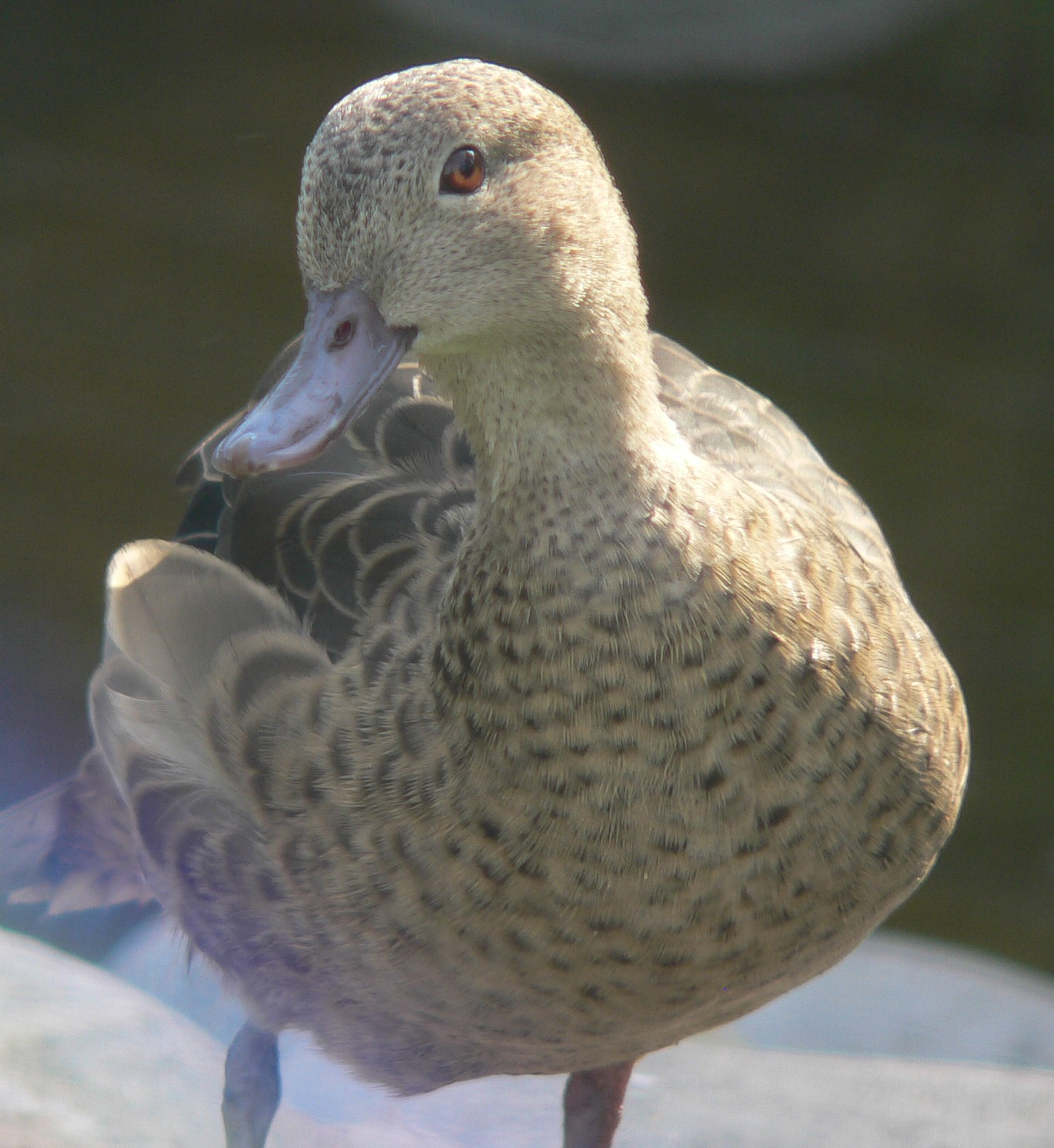
Weibliche Bernierente

Die Bernierente (Anas bernieri) ist eine Vogelart aus der Familie der Entenvögel. Sie zählt heute zu den seltensten Wasservögeln der Welt und gilt als stark gefährdet. 
Die Art, die sich aufgrund der langen geografischen Isolation auf Madagaskar wahrscheinlich aus den Vertretern der Weißkehlenten entwickelte, wurde 1850 entdeckt und 1860 erstmals wissenschaftlich beschrieben. Als Brückenart zur Bernierente gilt die Weißkehlente, der sie äußerlich stark ähnelt.

## Erscheinungsbild
Bernierenten zeigen keinen ausgeprägten Geschlechtsdimorphismus. Bei beiden Geschlechtern ist das gesamte Gefieder ockerfarben bis rotbraun. Während beim Männchen Schnabel und Füße einen eher rötlichen Ton haben, sind diese beim Weibchen braun gefärbt. 
Küken haben ein an der Oberseite schwarzbraunes Daunenkleid, die Bauchseite ist goldgelb befiedert. Schnabel und Beine sind schwarzbraun gefärbt.

## Verbreitung, Lebensraum und Bestand
Der ursprüngliche Lebensraum der Bernierente umfasst den westlichen Teil Madagaskars. Zur Zeit ihrer Entdeckung und wissenschaftlichen Beschreibung als eigenständige Art war sie in Sumpfniederungen und entlang von Flüssen in kleinen Gruppen zu finden. Heute beschränkt sich ihr natürliches Vorkommen auf den Bemambasee unweit der dortigen Westküste. Der See wird zum Reisanbau intensiv genutzt; lediglich ein Teilstück des Sees befindet sich noch im ursprünglichen Stadium. Im See wurde außerdem 1950 eine Fischart als Speisefisch ausgesetzt, die die Wasserpflanzen stark reduziert. Aufgrund der intensiven landwirtschaftlichen Nutzung wird durch die ansässige Bevölkerung außerdem regelmäßig das Riedgras niedergebrannt, in dem die Bernierente nistet. Da die Bernierente auf Madagaskar keinen Schutzstatus besitzt, wird sie außerdem bejagt. 
Der Gesamtbestand wurde 1993 auf lediglich noch 500 Individuen geschätzt.

## Lebensweise
Über die Lebensweise der Bernierenten ist wenig bekannt. Es wird angenommen, dass sie vor und nach der Regenzeit brüten. Die Nester befinden sich im Riedgras in Gewässernähe.
Als durchschnittliche Gelegezahl gelten sechs Eier.

## Maßnahmen zur Erhaltung der Art
Da die Bernierente eine Ente mit eher unauffälligem Gefieder ist, 
ist sie in der Ziergeflügelhaltung nie besonders populär geworden. In den 1990er Jahren wurden jedoch einige Individuen in den Zoo von Jersey verbracht, um dort eine Erhaltungszucht aufzubauen. Mittlerweile werden Bernierenten unter anderem auch im Vogelpark Walsrode, im Kölner Zoo und im „Masoala-Regenwald“ des Zoo Zürich gehalten und nachgezüchtet. Bernierenten gelten als leicht züchtbar, daher besteht die Hoffnung, dass die Art ähnlich wie bei den Hawaiigänsen durch Zoozuchten erhalten bleibt.

## Etymologie und Forschungsgeschichte
Die Erstbeschreibung der Bernierente erfolgte 1860 durch Gustav Hartlaub unter dem Namen Querquedula Bernieri. Das Typusexemplar hatte Johann Natterer in einem Tausch mit Édouard Verreaux für das Naturhistorische Museum Wien erhalten. Hartlaub vermutete, dass es sich dabei um Sarcelle de Madagascar von Charles Victor Joseph Sganzin (1798–1841) beschrieben, handeln könnte. 1758 führte Carl von Linné die neue Gattung Anas ein, der dieser 39 Arten zuordnete. Anas, anatis ist das lateinische Wort für „Ente“. Der Artname »bernieri«  ist Charles Joseph Rosalie Alphonse Bernier (1802–1858) gewidmet.